# Močidlo
Rybník Močidlo o výměře vodní plochy 1,7 ha se nalézá na jižním okraji obce Lodín v okrese Hradec Králové. V roce 2006 byla provedena jeho revitalizace a odbahnění. Rybník využívá místní organizace Českého rybářského svazu pro chov ryb a rybník slouží též jako lokální biocentrum pro rozmnožování obojživelníků.

## Galerie

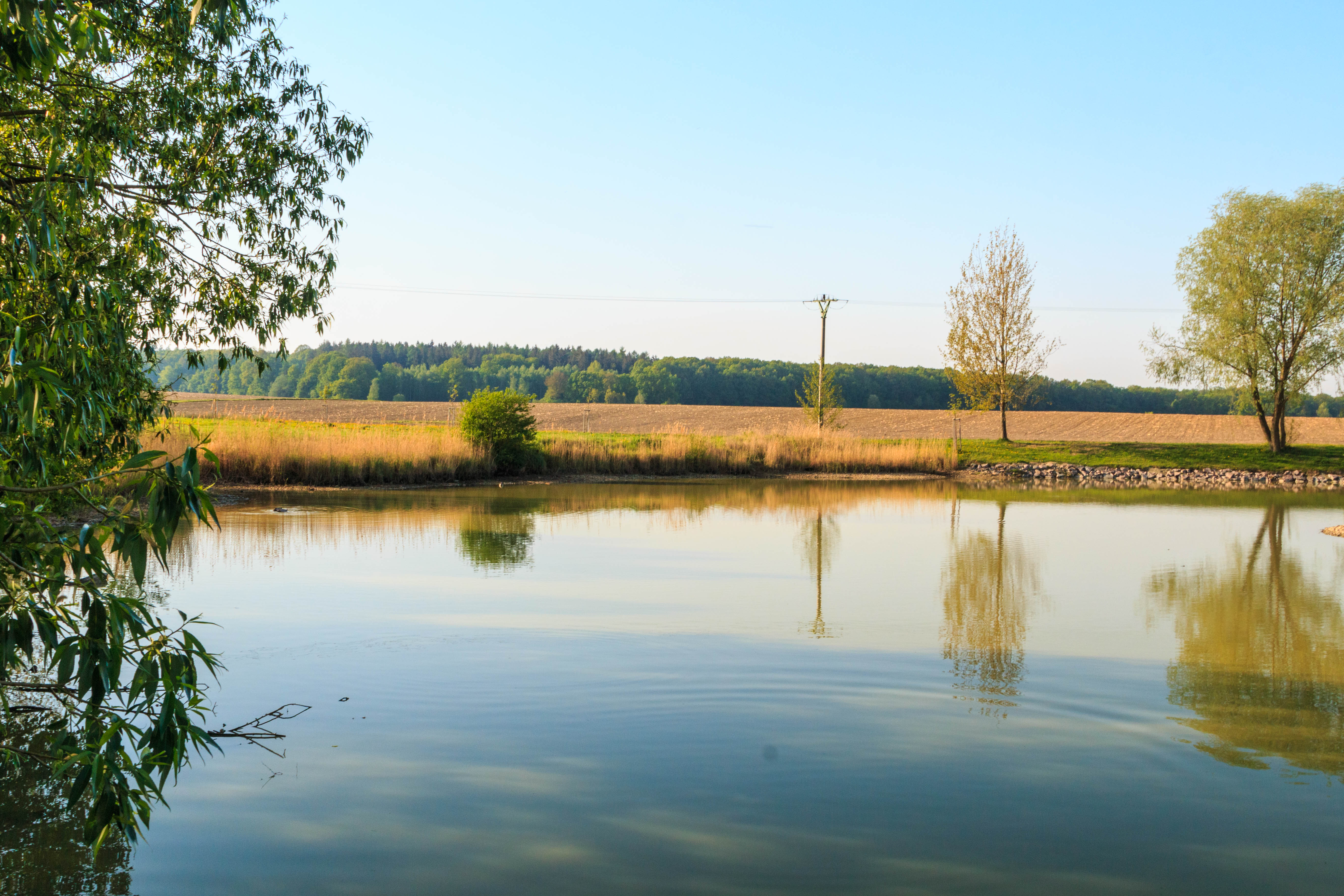
Pohled na rybník močidlo v Lodíně
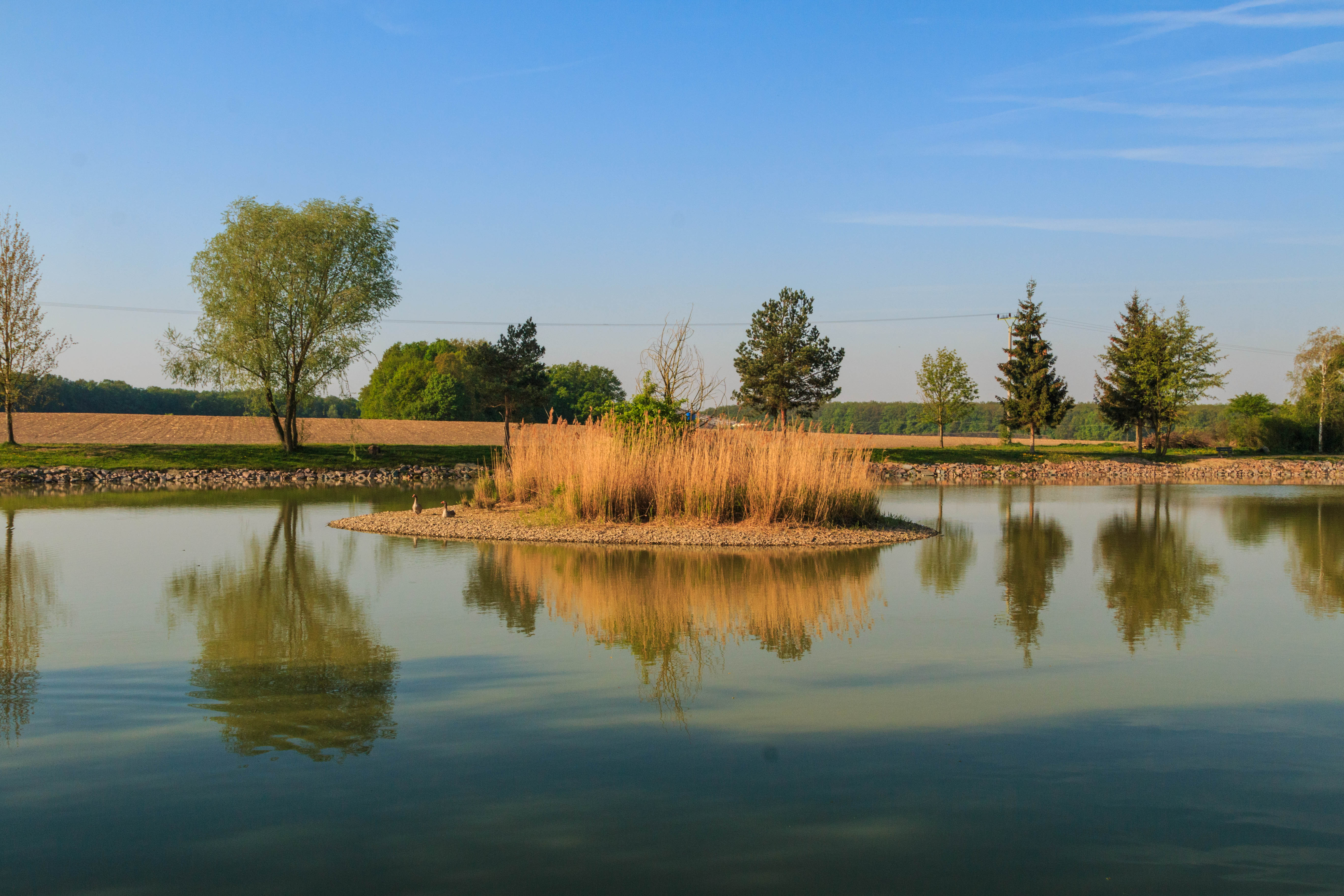
Pohled na rybník močidlo v Lodíně
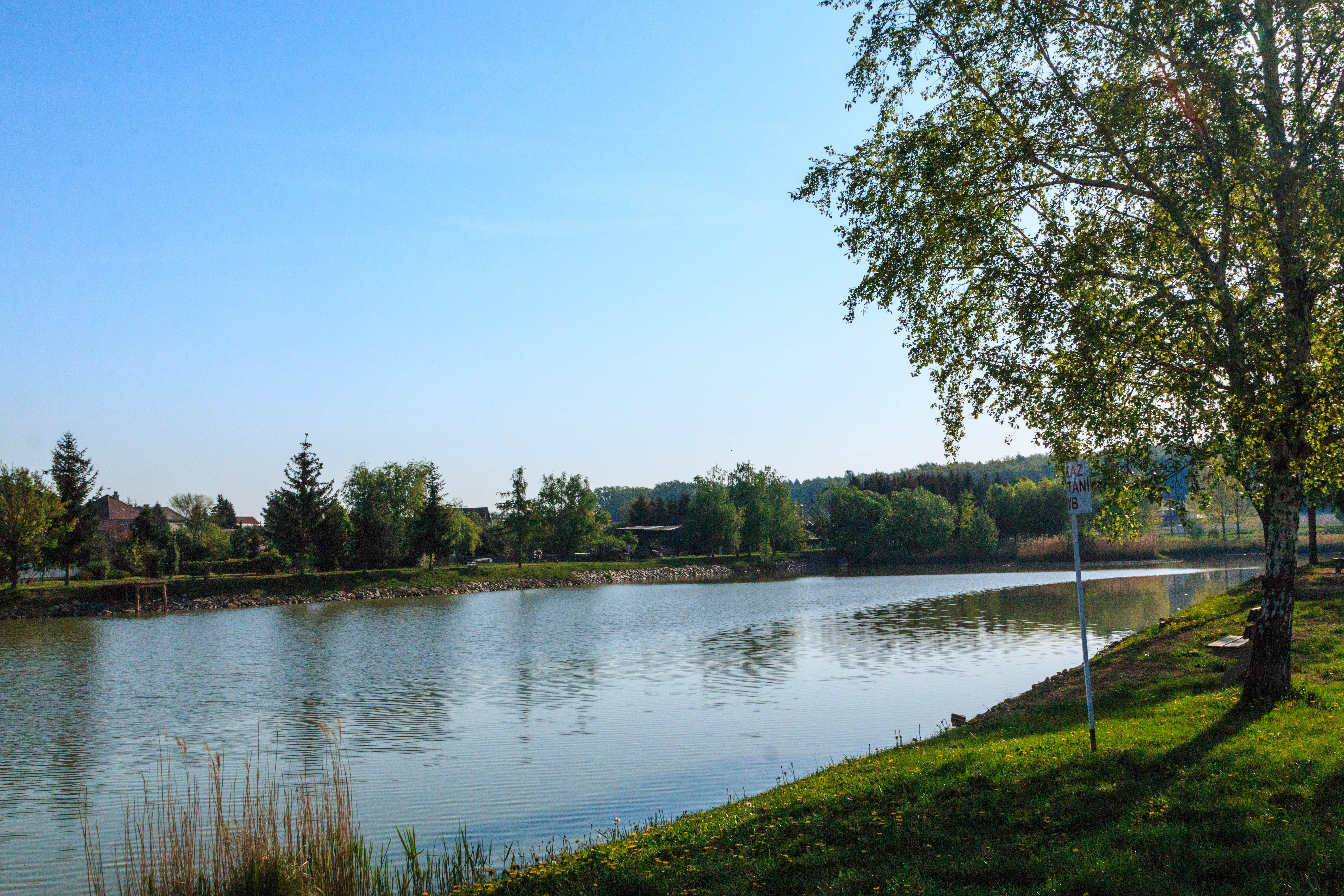
Pohled na rybník močidlo v Lodíně
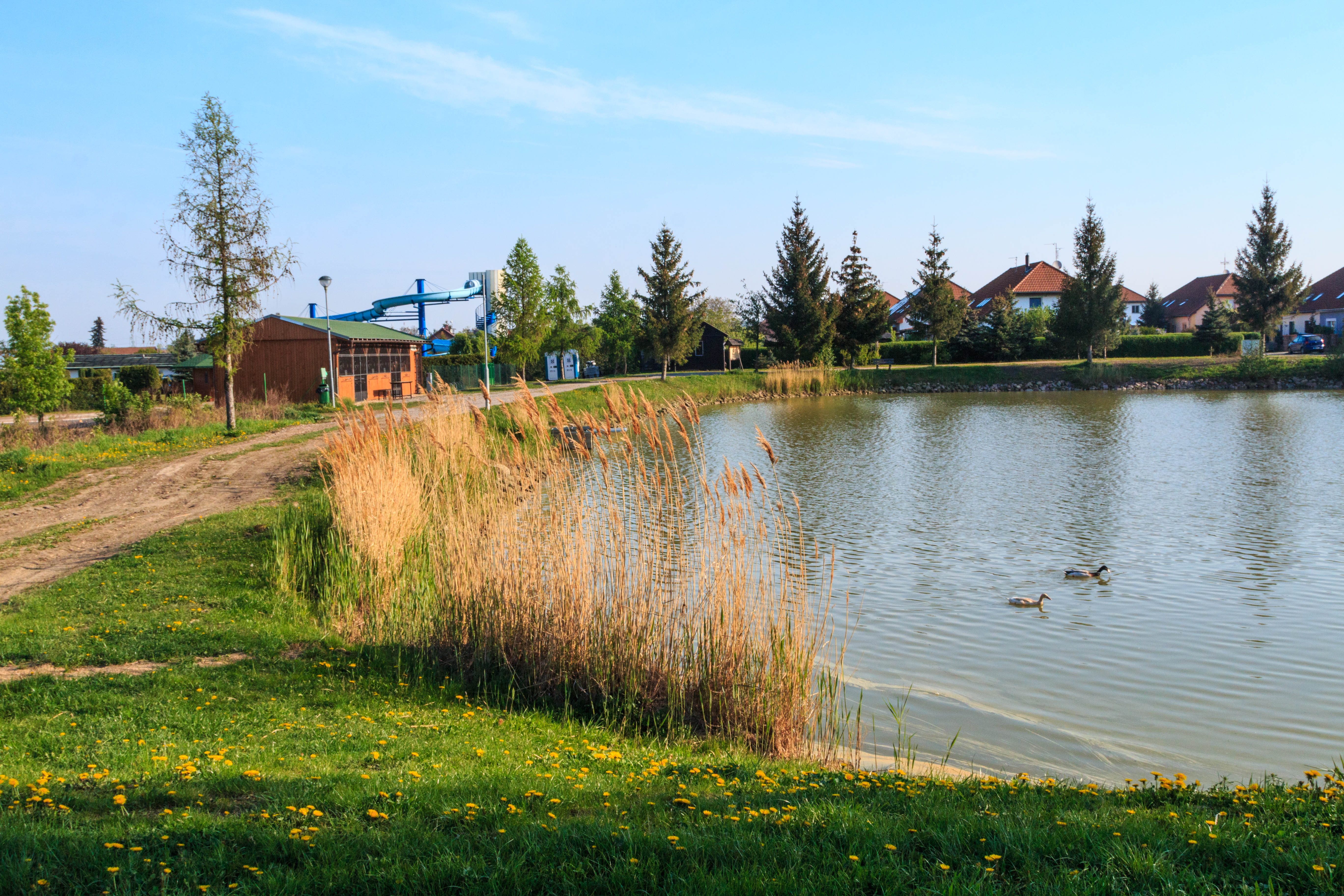
Pohled na rybník močidlo v Lodíně